# Monongahela (Pensilvania)
Monongahela es una ciudad situada en el condado de Washington, Pensilvania, Estados Unidos. Tiene una población estimada, a mediados de 2023, de 4087 habitantes.

## Geografía
La localidad está ubicada en las coordenadas 40°11′28″N 79°55′21″O / 40.19111, -79.92250 (40.191166, -79.922476).

## Demografía
Según la estimación 2018-2022 de la Oficina del Censo, los ingresos medios de los hogares de la localidad son de $50,000 y los ingresos medios de las familias son de $71,741. Alrededor del 15.4% de la población está por debajo de la línea de pobreza.